# Orimarga (Diotrepha) travassosi
Orimarga (Diotrepha) travassosi is een tweevleugelige uit de familie steltmuggen (Limoniidae). De soort komt voor in het Neotropisch gebied.